# Simon I, Công tước xứ Lorraine
Simon I (1076 - 13 hoặc 14 tháng 1 năm 1139) là Công tước xứ Lorraine từ năm 1115 đến khi qua đời. Ông là con trai cả và là người kế vị của Theodoric II và Hedwig xứ Formbach, ông cũng  là anh trai cùng cha khác mẹ của Hoàng đế Lothar III.